# 남근기
프로이트의 정신분석학에서 남근기(Phallic stage)는 성심리 발전단계가설(psychosexual development)의 세 번째 단계를 의미하며 출생 후 약3년부터 6년의 시기를 일컫는다. 이 시기 주요 성감대는 생식기다. 아동이 자신과 타인의 신체를 자각하게 되면 타인과 자신의 성기를 관찰함으로써 심리적 호기심을 충족시키며 남성과 여성의 차이를 학습한다. 남아와 여아는 남근(penis)의 유무를 통해서  "남성"과 "여성"의 차이 또는 "소년"과 "소녀"의 성별 차이, 부모와 자식간의 관계에서 심적 구도의 심리적 역학이 변화되는 경험을 한다고 보았다. 이 시기 남아에게는 오이디푸스 콤플렉스, 여아에게는 엘렉트라 콤플렉스가 발현한다. 프로이트는 남근기를 지나면 외부세계로 관심이 향하는 잠재기를 거쳐 외부 현실에 적응해 간다는 관점을 보인다.

## 발달단계의 제시
프로이트가 제시한 연대기적인 성적 욕구 부위(erogenous zone)와 심리적 관계
| 발달단계               | 연령     |
| 구강기(Oral Stage)     | 0-1      |
| 항문기(Anal stage)     | 2-3      |
| 남근기(Phallic stage)  | 4-5      |
| 잠재기 (latency stage) | 6-12     |
| 성욕기(genital stage)  | 12~ 이후 |

남근기는 언어습득능력면에서 언어적으로도 숫자를 다루는 능력이 비로서 갖추어지는 시기로 활동성과 계획성이 동시에 가능한 연대기적 연령의 시작이라는 내면의 세계로부터 외부의 세계로 나아가는 과정에서 현실과 생각 및 의도의 괴리감을 체험하게 될뿐만아니라 나와 가족 그리고 세상,남자와 여자등 여러면에서 변별력이 획득됨으로써 이후 잠재기  형성 및 성장, 발달에 있어서 과도기적 과정으로 볼 수 있다.

## 남근기 콤플렉스
사랑과 파괴성의 양반된 감정이 동시에 드러나는 오이디푸스 콤플렉스나 엘렉트라 콤플렉스가 발현하는 것을 본능적인것으로 언급한 프로이트는 그의 저서 《쾌락 원리의 저편》(독일어: Jenseits des Lustprinzips, Beyond the Pleasure Principle 1920)에서 성적 욕구와 공격성이라는 인간의 상반되는 양측면을  주요하게 언급한바있다.
That question we do not know how to answer, and therefore we should feel relieved if the whole structure of our arguments were to prove erroneous. The opposition of ego- (or death-) instincts and sexual (life-) instincts would then disappear, and the repetition-compulsion would thereupon also lose the significance we have attributed to it.
그 질문에 우리는 어떻게 대답해야할지 모릅니다. 따라서 우리의 주장의 전체 구조가 잘못된 것으로 판명된다면 안심해야합니다. 자아(또는 죽음)본능과 성적(생명)본능에 대한 반대는 사라지고, 그에 따른 반복적 압박 또한 우리가 그에 대한 중요성을 상실하게됩니다.

## 같이 보기
- 정체감
- 심리사회적 유예기간
- 음경선망
- 거세불안
- 피아제의 인지 발달론
- 성심리 발전
- 구강기
- 항문기
- 잠재기
- 성욕기